# St. Clair County (Illinois)
Das St. Clair County ist ein County im US-amerikanischen Bundesstaat Illinois. Im Jahr 2010 hatte das County 270.056 Einwohner und eine Bevölkerungsdichte von 157 Einwohnern pro Quadratkilometer. Der Verwaltungssitz (County Seat) ist Belleville.
Das St. Clair County liegt im Metro-East genannten östlichen Teil der Metropolregion Greater St. Louis um die Stadt St. Louis im benachbarten Missouri.

## Geografie
Das County liegt im Südwesten von Illinois am Mississippi River, der die Grenze zu Missouri bildet. Es hat eine Fläche von 1746 km², wovon 26 km² Wasserfläche sind. An das St. Clair County grenzen folgende Nachbarcountys:
|                                                   | Madison County  | Clinton County    |
| St. Louis (Missouri)1 St. Louis County (Missouri) |                 | Washington County |
| Monroe County                                     | Randolph County |                   |

1 – hierbei handelt es sich um kein County, sondern eine unabhängige Stadt (independent city)

## Geschichte

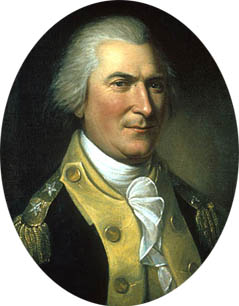
Arthur St. Clair

Das St. Clair County wurde am 27. April 1790 als erstes County im damaligen Illinois-Territorium gebildet und umfasste etwa ein Viertel des späteren Bundesstaates Illinois. Benannt wurde es nach Arthur St. Clair (1736–1818), Präsident des Kontinentalkongresses (1787–1787), General der Kontinentalarmee im Unabhängigkeitskrieg (1775–1783) und Gouverneur des Nordwestterritoriums (1788–1802).

## Demografische Daten

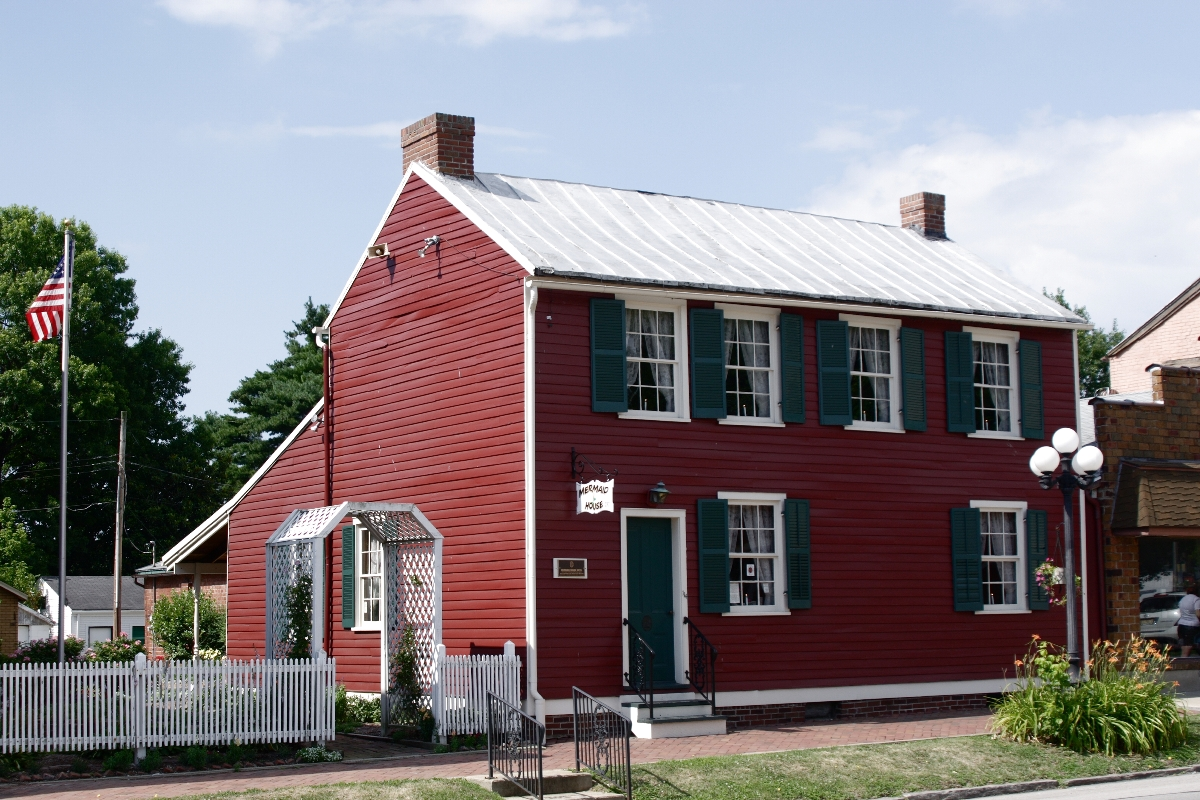
Das Mermaid House Hotel von 1842, gelistet im NRHP Nr. 75002078

Nach der Volkszählung im Jahr 2010 lebten im St. Clair County 270.056 Menschen in 102.488 Haushalten. Die Bevölkerungsdichte betrug 157 Einwohner pro Quadratkilometer. In den 102.488 Haushalten lebten statistisch je 2,51 Personen.
Ethnisch betrachtet setzte sich die Bevölkerung zusammen aus 64,6 Prozent Weißen, 30,5 Prozent Afroamerikanern, 0,2 Prozent amerikanischen Ureinwohnern, 1,2 Prozent Asiaten sowie aus anderen ethnischen Gruppen; 2,2 Prozent stammten von zwei oder mehr Ethnien ab. Unabhängig von der ethnischen Zugehörigkeit waren 3,3 Prozent der Bevölkerung spanischer oder lateinamerikanischer Abstammung.
25,3 Prozent der Bevölkerung waren unter 18 Jahre alt, 62,1 Prozent waren zwischen 18 und 64 und 12,6 Prozent waren 65 Jahre oder älter. 52,2 Prozent der Bevölkerung war weiblich.

Das jährliche Durchschnittseinkommen eines Haushalts lag bei 46.368 USD. Das Prokopfeinkommen betrug 24.316 USD. 17,1 Prozent der Einwohner lebten unterhalb der Armutsgrenze.

## Ortschaften im St. Clair County
Citys
| - Belleville - Centreville - Collinsville1 - Columbia2 | - East St. Louis - Fairview Heights - Lebanon - Madison1 | - Mascoutah - O’Fallon |

Villages
| - Alorton - Brooklyn - Cahokia - Caseyville - Dupo - East Carondelet | - Fairmont City3 - Fayetteville - Freeburg - Hecker2 - Lenzburg - Marissa | - Millstadt - New Athens - New Baden4 - Sauget - Shiloh - Smithton | - St. Libory - Summerfield - Swansea - Washington Park |

Census-designated places (CDP)
- Darmstadt
- Floraville
- Paderborn
- Scott AFB

Andere Unincorporated Communities
| - Englemann - Hollywood Heights - Imbs - Marrisa | - Rentchler - Signal Hill - Westview |

1 – überwiegend im Madison County

2 – teilweise im Monroe County

3 – teilweise im Madison County

4 – teilweise im Clinton County

## Gliederung
Das St. Clair County ist in 22 Townships eingeteilt:
| Township                | Einwohner (2010) | FIPS     |
| ----------------------- | ---------------- | -------- |
| Belleville Township     | 44.478           | 17-04858 |
| Canteen Township        | 10.263           | 17-10968 |
| Caseyville Township     | 31.996           | 17-11657 |
| Centreville Township    | 25.386           | 17-12210 |
| East St. Louis Township | 27.006           | 17-22268 |
| Engelmann Township      | 726              | 17-24205 |
| Fayetteville Township   | 1.668            | 17-25726 |
| Freeburg Township       | 5.109            | 17-27819 |
| Lebanon Township        | 4.538            | 17-42509 |
| Lenzburg Township       | 1.047            | 17-42873 |
| Marissa Township        | 2.468            | 17-46968 |

| Township                 | Einwohner (2010) | FIPS     |
| ------------------------ | ---------------- | -------- |
| Mascoutah Township       | 8.217            | 17-47436 |
| Millstadt Township       | 6.718            | 17-49399 |
| New Athens Township      | 2.657            | 17-52129 |
| O’Fallon Township        | 26.053           | 17-55262 |
| Prairie Du Long Township | 2.244            | 17-61600 |
| St. Clair Township       | 35.498           | 17-66729 |
| Shiloh Valley Township   | 11.631           | 17-69550 |
| Smithton Township        | 4.275            | 17-70265 |
| Stites Township          | 749              | 17-72741 |
| Stookey Township         | 10.007           | 17-72988 |
| Sugar Loaf Township      | 7.322            | 17-73456 |

| Stites Canteen Casey- ville O'Fallon Lebanon Mas- coutah Engel- mann Fayette- ville Marissa Lenzburg New Athens Prairie Du Long Millstadt Sugar Loaf Centreville East St. Louis Belleville St. Clair 1 Shiloh Valley Freeburg Smithton Stookey 1 - zur St. Clair Township |